# Marquinhos Bombeiro
Aldemarcos Maciel, mais conhecido por Marquinhos Bombeiro, é um ex-futebolista de campo e de salão acreano. Natural de Cruzeiro do Sul-AC, ele jogava como atacante nos gramados e como pivô no futsal.
Atualmente, Marquinhos Bombeiro é pastor religioso de uma grande igreja no Estado do Acre e coordena vários projetos sociais voltados para jovens em Rio Branco.

## Carreira

### Futsal
Nas quadras, atuou por equipes como Cerâmica, AABB, Volta Redonda, Aseel, Ben-Te-Vi e IBB, além do Flamengo-RJ.
Marquinhos foi o segundo acreano a vestir a camisa da equipe de futsal do Flamengo, equipe com a qual ele conquistou o bicampeonato carioca da modalidade, em 2003 (marcando um dos gols da final) e 2004.
Além dos títulos pelo Flamengo, Marquinhos ainda conquistou cinco campeonatos acreano, pelo Cerâmica em 1995, AABB entre 1997 e 1999, Bem-Te-Vi em 2001, além da Copa Norte de 1997 pela AABB.
É, até hoje, o maior artilheiro de uma edição do Campeonato Acreano de Futsal, com 31 gols marcados pelo Bem-Te-Vi, em 2001, e foi artilheiro da fase nacional dos Jogos Universitários Brasileiros, em 1997, em Santa Catarina.

### Futebol de Campo
No futebol de campo, suas maiores conquistas foram ser campeão acreano com o Vasco-AC, em 1999, e com Independência e Rio Branco, em 2000 e 2001, respectivamente.

## Conquistas

### Futebol de Campo
Vasco-AC
- Campeão Campeonato Acreano - 1999

Independência-AC
- Campeão Campeonato Acreano - 2000

Rio Branco-AC
- Campeão Campeonato Acreano - 2001

### Futebol de Salão
Cerâmica-AC
- Campeão Campeonato Acreano de Futsal - 1995

AABB-AC
- Tricampeão Campeonato Acreano de Futsal - 1997, 1998, 1999
- Campeão Copa Norte de Futsal - 1997

AABB-AC
- Campeão Campeonato Acreano de Futsal - 2001

Flamengo
- Bicampeão Campeonato Carioca de Futsal - 2003 e 2004
- Campeão Brasileiro de Futsal - 2005

### Artilharias

#### Futsal
- Maior artilheiro de uma edição do Campeonato Acreano de Futsal - 31 gols marcados pelo Bem-Te-Vi, em 2001,
- Artilheiro da fase nacional dos Jogos Universitários Brasileiros, em 1997, em Santa Catarina.